# 24240 Tinagal
24240 Tinagal là một tiểu hành tinh vành đai chính với chu kỳ quỹ đạo là 1472.1602836 ngày (4.03 năm).
Nó được phát hiện ngày 7 tháng 12 năm 1999.